# Public Health Nutrition
Public Health Nutrition (kurz PHN) beschreibt eine noch recht junge Teildisziplin der Public Health und der Ernährungswissenschaften. Diese kombiniert Elemente der Medizin, der Epidemiologie, der Soziologie und der Statistik mit den klassischen Ernährungswissenschaften.
Anders als die typische Individualtherapie konzentriert sich Public Health Nutrition auf die Erhaltung der Gesundheit durch richtige Ernährung und durch Prävention von Krankheiten, die durch falsche Ernährungsgewohnheiten, mangelnde Bewegung, unrealistische Körperbilder oder verfälschtes Körperbewusstsein entstehen. Ziel dieser Wissenschaft ist es, Bevölkerungsgruppen langfristig „gesund“ zu halten.
Public Health Nutrition umfasst besonders die sozialen, wirtschaftlichen und politischen Zusammenhänge, die auf das Leben bestimmter Bevölkerungsgruppen wirken, und damit die Entstehung ernährungsabhängiger Krankheiten beeinflussen oder fördern.
In Deutschland handelt es sich bei einem Studium im Bereich Public Health Nutrition um einen konsekutiven Masterstudiengang. Dieser baut auf einem Studium der Ernährungswissenschaften oder einem vergleichbaren Studiengang auf.
Der erste deutsche Masterstudiengang PHN wurde zum Wintersemester 2006/2007 an der Hochschule Fulda eingeführt.
In Großbritannien wird der Master PHN unter anderem an der Universität von Southampton angeboten.
In den USA gibt es einen ähnlichen Masterstudiengang an der Universität von North Carolina in Chapel Hill.